# Урсад
Урсад (рум. Ursad) — село у повіті Біхор в Румунії. Входить до складу комуни Шоймі.
Село розташоване на відстані 399 км на північний захід від Бухареста, 45 км на південь від Ораді, 115 км на захід від Клуж-Напоки, 122 км на північний схід від Тімішоари.

## Населення
За даними перепису населення 2002 року у селі проживали 208 осіб, з них 207 осіб (99,5%) румунів. Усі жителі села рідною мовою назвали румунську.